# Stadio nuovo di Hatay
Lo Stadio nuovo di Hatay (in turco Yeni Hatay Stadyumu) è uno stadio calcistico della città turca di Antiochia. Inaugurato il 25 giugno 2021, ha una capienza di 25 000 posti a sedere e ospita le partite casalinghe dell'Hatayspor.

## Storia
I lavori di costruzione dello stadio sono iniziati il 1º settembre 2016 e si sono conclusi nel 2021. L'impianto ha sostituito lo stadio Atatürk di Antakya come sede delle partite dell'Hatayspor.
Lo stadio è stato aperto il 25 giugno 2021 in assenza di pubblico e inaugurato ufficialmente il 14 agosto 2021 con la partita di Süper Lig Hatayspor-Kasımpaşa (1-1).
Il record di affluenza allo stadio è stato registrato il 24 ottobre 2022 nella partita di Süper Lig tra Hatayspor e Beşiktaş, con 18 628 spettatori.

## Struttura
La forma dello stadio è definita dal tetto che consiste in due parti a forma di J, che recano i colori dell'Hatayspor, bianco e granata. 

Lo stadio si sviluppa su due livelli, quello superiore, dotato di 10 000 posti, e quello inferiore, di 15 000 posti. Tra i due livelli vi è una striscia con 24 box.
L'intera area dello stadio è di 55 395 metri quadrati.
Lo stadio è dotato anche di 1 500 posti auto ed è coperto da pannelli fotovoltaici.